# Benedictijnen
De benedictijnen en benedictinessen zijn leden van een kloosterorde die de regel van Sint-Benedictus (480-547) volgt (de Orde der Benedictijnen, Latijn Ordo Sancti Benedicti, afgekort O.S.B.). De orde rekent zich, in tegenstelling tot de latere bedelorden, tot de "stabilitas loci" (plaatsgebondenheid). Wereldwijd zijn er meer dan 8.000 benedictijnen en 17.000 benedictinessen.
De dagindeling van de benedictijnen bestaat uit contemplatie en arbeid (ora et labora) en draait rond het gemeenschappelijk gevierde en op te dragen Misoffer en het officie: de lauden, primen, terts, sext, none, vespers en completen. Gewoonlijk wordt ook de vigilie of nachtwake tot het officie gerekend.

## Geschiedenis
De kloosters die de regel van Sint-Benedictus volgden, waren aanvankelijk autonoom en stonden niet onder toezicht van buitenaf. Een aantal van hen voegde zich vanaf de tiende eeuw in kloosterorden of congregaties samen. Paus Benedictus XII schreef in 1336 in  Summa magistri voor dat alle benedictijnenabdijen moesten worden samengevoegd in provincies onder leiding van provinciale kapittels. Daaruit ontstonden nieuwe congregaties. Het Concilie van Konstanz (1414-1418) legde de benedictijnen ten slotte een organisatie naar het voorbeeld van de Cisterciënzer Orde op.
De Orde der Benedictijnen (Confoederatio Benedictina) is in feite een federatie van congregaties en zelfstandige kloosters. Iedere congregatie is op zijn beurt weer een federatie, vaak uitgaand van een historisch belangrijk klooster dat voor andere aangesloten kloosters een soort moederklooster vormt. Er zijn ruim twintig benedictijnse congregaties. Deze congregaties moeten niet verward worden met congregaties in kerkrechtelijke zin (monastieke gemeenschappen die niet tot de kloosterorden in engere zin horen).

## Lijst van benedictijnse congregaties
- Orde van Cluny of cluniacensers (909, in de 12e eeuw uiteengevallen)
- Congregatie van Camaldoli of camaldulenzers (Camaldoli, Toscane) (980)
  - Observanten van Camaldoli
  - Heremieten van Camaldoli
- Congregatie van Vallombrosa of vallombrosianen (1036)
- Benedictijnen van Fontevrauld of ebrandijnen
- Benedictijnen van de Orde van Tiron of tironiënsers (1106; de Engelse abdijen traden vermoedelijk na 1216 toe tot de Engelse congregatie, de Franse abdijen in 1627 tot de congregatie van Saint-Maur)
- Benedictijnen van Savigny te Savigny-le-Vieux (1113; in 1147 toegetreden tot de Orde der Cisterciënzers)
- Congregatie van Notre-Dame de Calvaire te Poitiers
- Engelse Congregatie (1216; ontbonden 1535-40, heropgericht 1607-33)
- Congregatie van Sint-Silvester of silvestrijnen (1231)
- Congregatie van de Celestijnen of celestijnen (1254)
- Congregatie van Monte Oliveto of olivetanen (1319)
- Congregatie van Montecassino (1408)
- Congregatie van Bursfeld (1440-46)
- Hongaarse Congregatie (1514)
- Zwitserse Congregatie (1602)
- Congregatie van Saint-Vanne en Saint-Hydulphe (1604, ontbonden 1790)
- Congregatie van Saint-Maur of mauristen (1621; ontbonden 1790)
- Oostenrijkse Congregatie (1625)
- Beierse Congregatie (1684)
- Braziliaanse Congregatie (1827)
- Congregatie van Solesmes (1837)
- Amerikaanse Congregatie van Montecassino (1855)
- Congregatie van Subiaco (1872)
- Congregatie van Beuron (1873)
- Zwitsers-Amerikaanse Congregatie (1881)
- Missiecongregatie van Sint Ottillie (1884)
- Congregatie van de Annunciatie (1920)
- Slavische Congregatie (1945-1969, ontbonden door de Heilige Stoel)
- Nederlandse Congregatie (1969-2005, opgeheven)
- Congregatie van Cono-Sur (1976)
- Niet bij een congregatie aangesloten kloosters (extra Congregationes)

## Uit de regel van Benedictus
De Italiaanse kluizenaar Benedictus van Nursia kreeg heel veel volgelingen. Hij stelde in 529 voor hen een kloosterregel op. Vanaf de Karolingische periode (8e-9e eeuw) werd de regel van Benedictus in steeds meer abdijen toegepast.
- Het getal zeven is heilig (zie ook Psalm 119,164, Vulgata Psalm 118). Daarom gaan monniken zevenmaal per dag bidden in de kerk. Ook ’s nachts staan ze op, om 'onze Schepper te loven' (Regel van Benedictus, hfdst. 16).
- Van Pasen tot 1 oktober zullen de monniken handwerk verrichten van 7 tot 10 uur (Regel, hfdst. 48).
- Het klooster moet, indien mogelijk, zo ingericht worden dat al het noodzakelijke ter plaatse is; water, een molen, een tuin en een bakkerij. Zo hoeven de monniken het klooster nooit te verlaten.

## Benedictijnen in België en Nederland

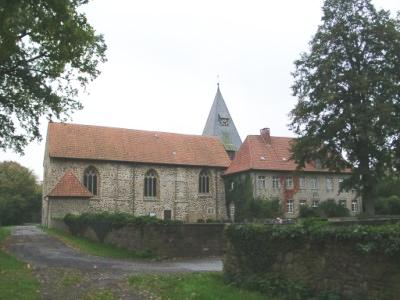
Benedictijnerklooster in Malgarten

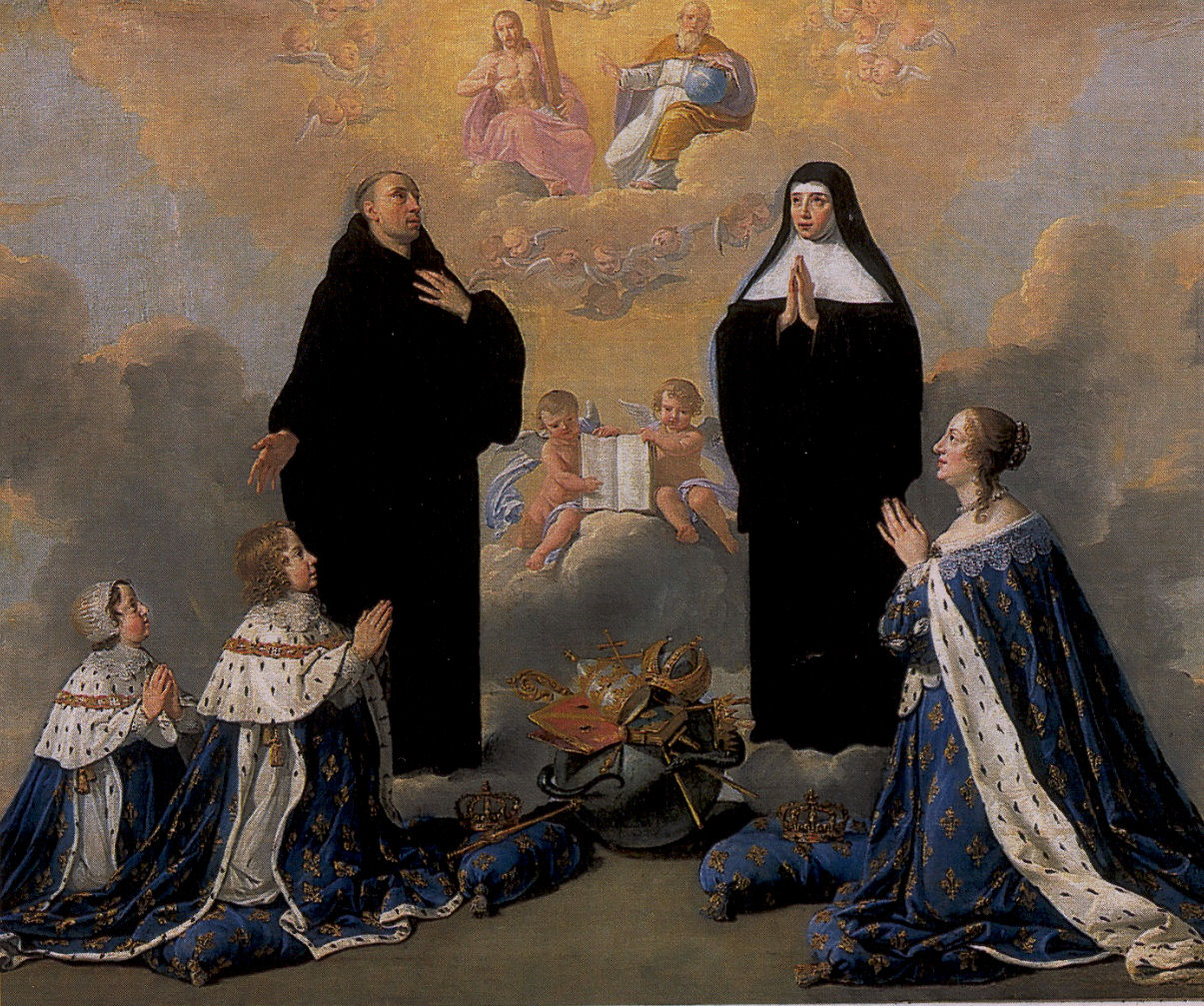
Sint Benedictus en zijn zuster, Scholastica

In België treft men de volgende benedictijnse kloosters aan:
- Territoriale Abdij van Subiaco;
  - Abdij Affligem;
  - Sint-Pietersabdij (Brugge) in Assebroek (abdij in uitdoving, abdijgebouwen overgenomen door het katholiek onderwijs voor het bisdom Brugge);
  - Abdij van Dendermonde;
  - Abdij van Keizersberg in Leuven;
- Congregatie van de Annunciatie (voorzitter: abt Celestine Cullen, Glenstall/Ierland);
  - Abdij van Maredsous;
  - Sint-Andriesabdij, Zevenkerken bij Brugge;
  - Sint-Andriesklooster van Clerlande in Ottignies;
  - Klooster Sint-Jan-Evangelist in Quévy-le-Grand;
  - Klooster van Wavreumont in Stavelot;
- Klooster van Chevetogne bij Ciney;
- Abdij van Vlierbeek (1125-1796) in Kessel-Lo;
- Sint-Adriaansabdij in Geraardsbergen.

In Nederland treft men de volgende benedictijnse kloosters aan:
- Sint-Adelbertabdij in Egmond-Binnen;
- Sint-Willibrordsabdij in Doetinchem;
- Abdij St. Benedictusberg in Mamelis bij Vaals;
- Onze-Lieve-Vrouweabdij in Oosterhout (benedictinessen);
- Monasterium sint Lioba in Egmond-Binnen  (benedictinessen en benedictijnen);
- Klooster Selwerd, ook bekend als Siloe, in Groningen  (benedictinessen en benedictijnen).

De Sint-Paulusabdij in Oosterhout werd in 2006 verlaten. Het complex is nu in gebruik bij de lekenbeweging Chemin Neuf.
Ook de Benedictijnenabdij Heilige Maria in Ruinen en haar voortzetting in Dickninge zijn verlaten.

## Enige bekende benedictijnen (m/v)
- H. Benedictus van Nursia (480-547) Italiaans stichter van Westers monnikendom;
- H. Scholastica (480-542) Benedictus' tweelingzus (?) te beschouwen als stichteres benedictinessen;
- H. Gregorius de Grote (540-604), kerkleraar, hagiograaf van Benedictus;
- H. Augustinus van Canterbury (±520-604) Italiaans missionaris in Engeland en bisschop;
- H. Willibrord (658-739) Iers missionaris, bisschop van Utrecht;
- H. Bonifatius (672-754) Iers missionaris, apostel van Duitsland, vermoord te Dokkum;
- H. Beda Venerabilis (673-785) Angelsaksisch kerkleraar;
- H. Walburga (710-779) Engelse missionaris en abdis in Duitsland; patrones van o.a. Zutphen en Antwerpen; naar haar genoemd de Walpurgisnacht (Heksennacht, 1 mei, begin van de zomer);
- Guido van Arezzo (992-1050) Italiaans wetenschapper voor het gregoriaans; wellicht componist van do(ut)-re-mi-fa;
- H. Anselmus van Canterbury Italiaans kerkleraar, bisschop in Engeland;
- Gaufridus Malaterra (11e eeuw), Normandisch kroniekschrijver over de Normandische verovering van Zuid-Italië
- H. Hildegard von Bingen (1098-1179) Duitse mystica, auteur, componiste, theologe;
- H. Hatebrandus van Friesland (ca. 1150-1183/1198) Nederlands abt en stichter van de kloosters Feldwerd en Garmerwolde;
- H. Paus Celestinus V, (Pietro del Morrone 1215-1296)  gekozen en afgezet (teruggetreden?) in 1294;
- H. Gertrudis van Helfta 'de Grote' ( 1256-1302) Duitse theologe, mystica;
- Johannes de Primis (1390/1400-1449), abt, generaal-abt, kardinaal, administrator van Catania
- Francesco Maurolico (1494-1575), abt-hoogleraar, wiskundige, astronoom, fysicus, historicus
- Dom Pérignon (1638-1715) Frans uitvinder van de champagne;
- Paus Pius VII (Barnaba Chiaramonti) (1742-1823) Italiaanse paus ten tijde van Napoleon;
- Prosper Guéranger (1805-1875) Franse monnik van Solemnes die de gregoriaanse muziek wetenschappelijk hervormde, herstelde;
- Lambert Beauduin (1873-1960) Belgisch stichter van abdij van Chevetogne en oecumenisch pionier;
- Bede Griffiths (1906-1993) Engels monnik, yogi, ashram-stichter, bekend auteur op de grens van christendom en hindoeïsme;
- Z. Alfredo Schuster (1880-1954) Italiaan, abt van St. Paulus buiten de Muren, daarna aartsbisschop van Milaan en kardinaal opgevolgd door de latere paus Paulus VI;
- Dom Paul Bellot (1876-1944) Frans, architect.
- Pieter van der Meer de Walcheren (1880-1970) Nederlands revolutionair, bekeerling en literator; monnik in Oosterhout;
- Cees Tholens (1913-2010) Nederlands abt van Sint Willibrords abdij; interreligieus pionier, geestverwant van Bede Griffiths;
- Hans Hermann Groër (1919-2003) Oostenrijks aartsbisschop van Wenen, kardinaal; in feite afgezet op verdenking van seksueel misbruik;
- Basil Hume (1923-1999) Engels aartsbisschop van Westminster, kardinaal;
- Stanley Jaki (1924-2009) Hongaars natuurwetenschapper en filosoof; hoogleraar in USA, winnaar Templetonprijs ;
- Willigis Jäger (1925-2020) Duitse zenmeester en mysticus,  door Rome verdacht van heterodoxie;
- David Steindl-Rast (1929), Oostenrijks schrijven, woonachtig in de Verenigde Staten;
- Rembert Weakland (1927) Amerikaans musicoloog, abt primas, bisschop van Milwaukee, bij emeritaat 'uit de kast gekomen'; zwijggeld van het bisdom voor seksueel misbruik;
- Philippe Bär (1928-2025) Nederlands bisschop van Rotterdam;
- Gerard Mathijsen (1937) abt Egmond (NH);
- Anselm Grün (1945) Duits auteur, houdt voordrachten over hedendaagse spiritualiteit.
- Henry Vesseur Nederlands abt Sint Willibrords abdij te Doetinchem.

## Abt-primaat van de Benedictijnen
- 1893–1913 Hildebrand de Hemptinne
- 1913–1947 Fidelis von Stotzingen
- 1947–1959 Bernard Kälin
- 1959–1967 Benno Gut
- 1967–1977 Rembert Weakland
- 1977–1992 Viktor Josef Dammertz
- 1992–1995 Jerome Theisen
- 1995–1996 Francis Rossiter (ad interim)
- 1996–2000 Marcel Rooney
- 2000–2016 Notker Wolf
- 2016-2024 Gregory Polan
- 2024-heden Jeremias Schröder